# Saint-Géraud-de-Corps
Saint-Géraud-de-Corps település Franciaországban, Dordogne megyében. Lakosainak száma 207 fő (2022. január 1.). Saint-Géraud-de-Corps Saint-Sauveur-Lalande, Beaupouyet, Monfaucon, Saint-Méard-de-Gurçon, Saint-Rémy és Fraisse községekkel határos.

## Népesség
A település népessége az elmúlt években az alábbi módon változott:
| Lakosok száma | 149  | 149  | 167  | 191  | 181  | 222  | 243  | 248  | 237  | 207  |
|               | 1968 | 1982 | 1999 | 2006 | 2011 | 2015 | 2017 | 2018 | 2020 | 2022 |